# 新大谷飯店
新大谷飯店（日语：ホテルニューオータニ）是位於日本東京都千代田區紀尾井町的一座大型飯店，是開拓日本高層建築時代的歷史性建築，由新大谷飯店集團經營。新大谷飯店於1963年4月1日開始建設，在1964年8月31日竣工並在翌日開業。飯店的地上部分有17層，共有1085個客房。1974年9月1日，新大谷飯店新館（現Garden Tower）開業。上層設有圓形旋轉餐廳，直徑達45公尺。
此飯店與帝國飯店（帝国ホテル）及東京大倉飯店（ホテルオークラ東京）被並稱東京飯店的御三家。

## 歴代總料理長
- 小林作太郎
- 古谷春雄
- 福島正八
- 伊佐武二
- 中島眞介

## 外部連結
- ホテルニューオータニ ウェブサイト （页面存档备份，存于）